# Dicranomyia sanctigeorgii
Dicranomyia sanctigeorgii är en tvåvingeart som beskrevs av Edwards 1927. Dicranomyia sanctigeorgii ingår i släktet Dicranomyia och familjen småharkrankar. Inga underarter finns listade i Catalogue of Life.